# Błotnia leśna
Błotnia leśna, nyssa leśna, kląża leśna (Nyssa sylvatica) – gatunek rośliny wieloletniej z rodziny dereniowatych. Występuje we wschodniej części Ameryki Północnej.

## Morfologia

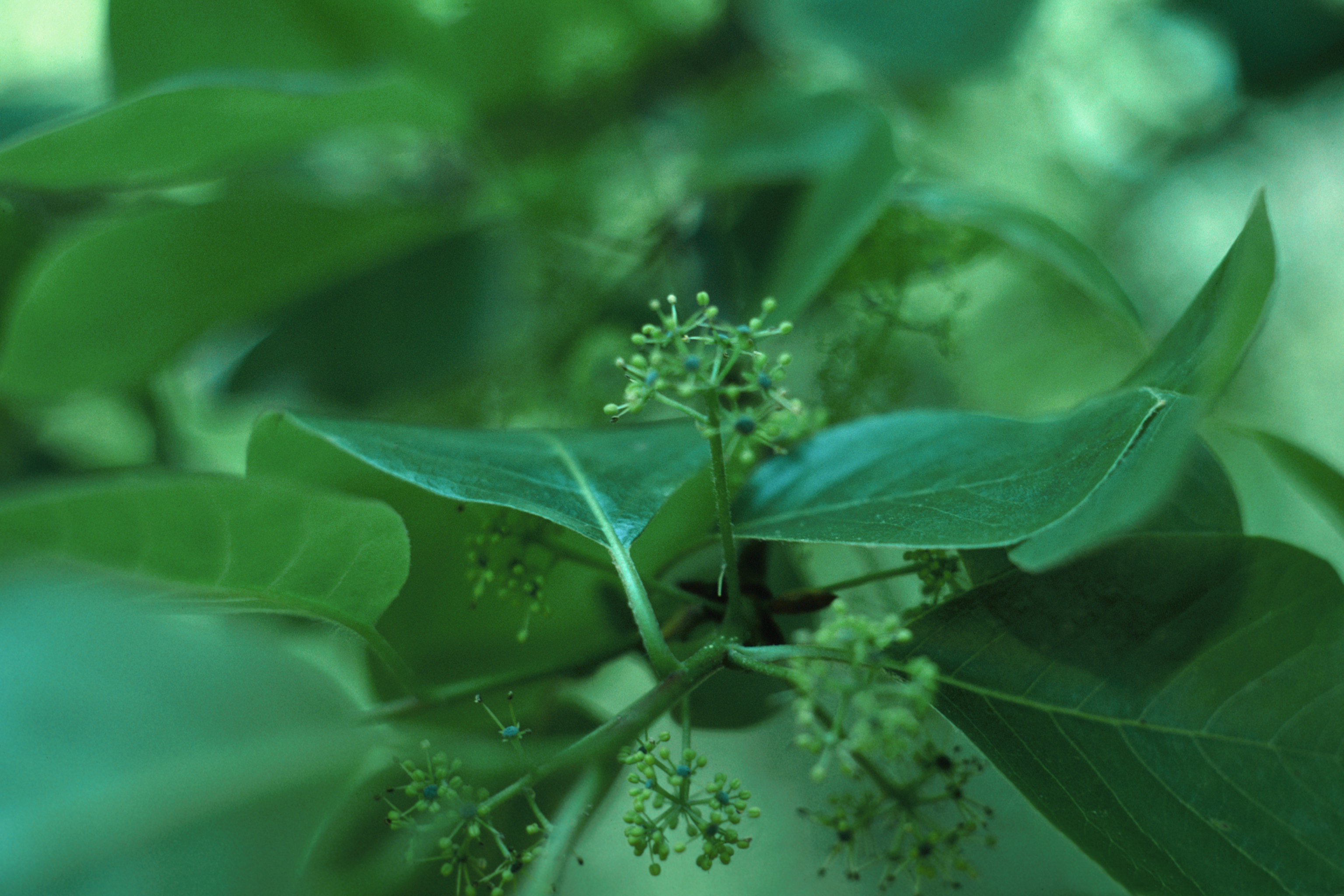
Kwiaty

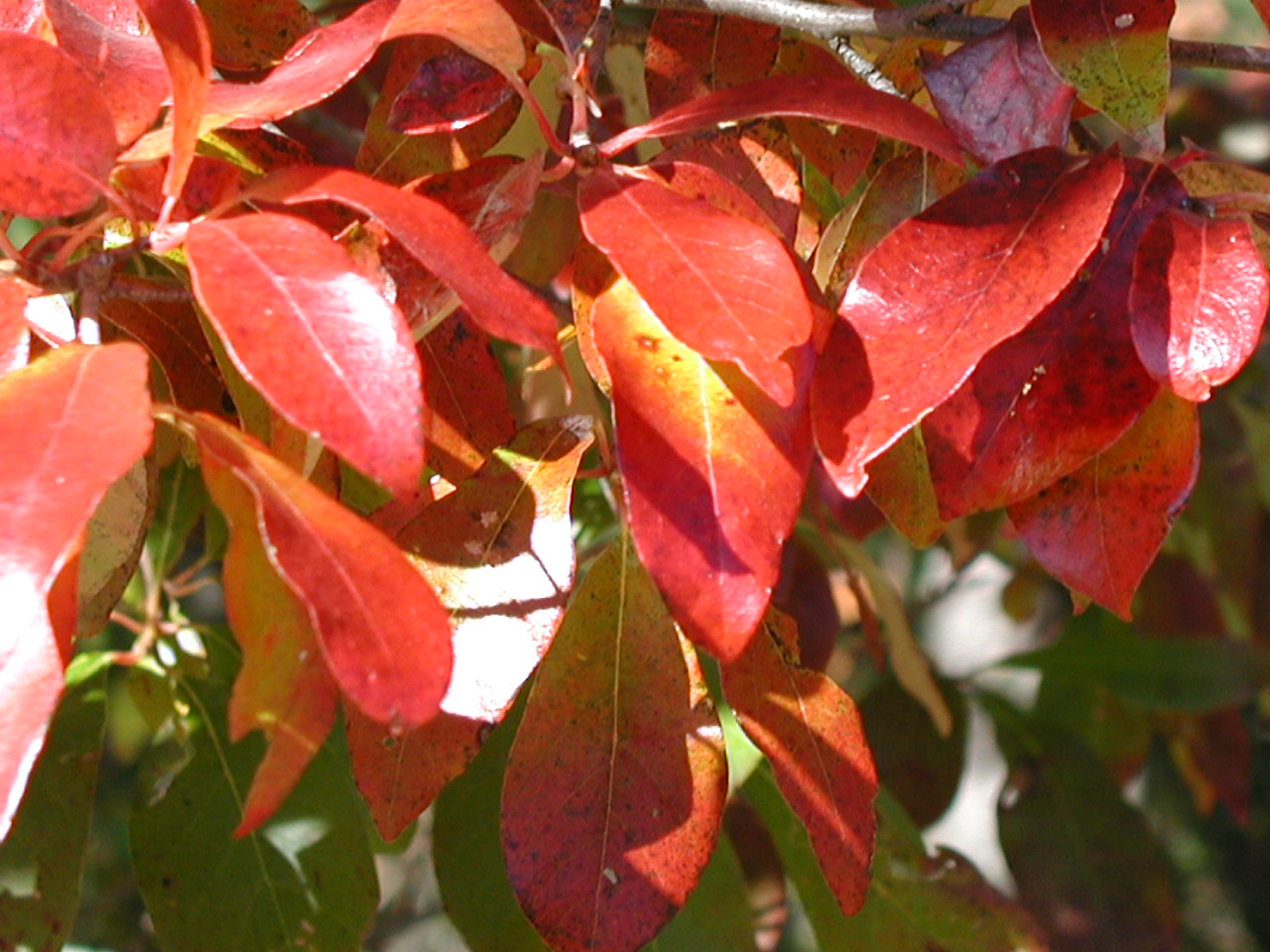
Liście przebarwione jesienią

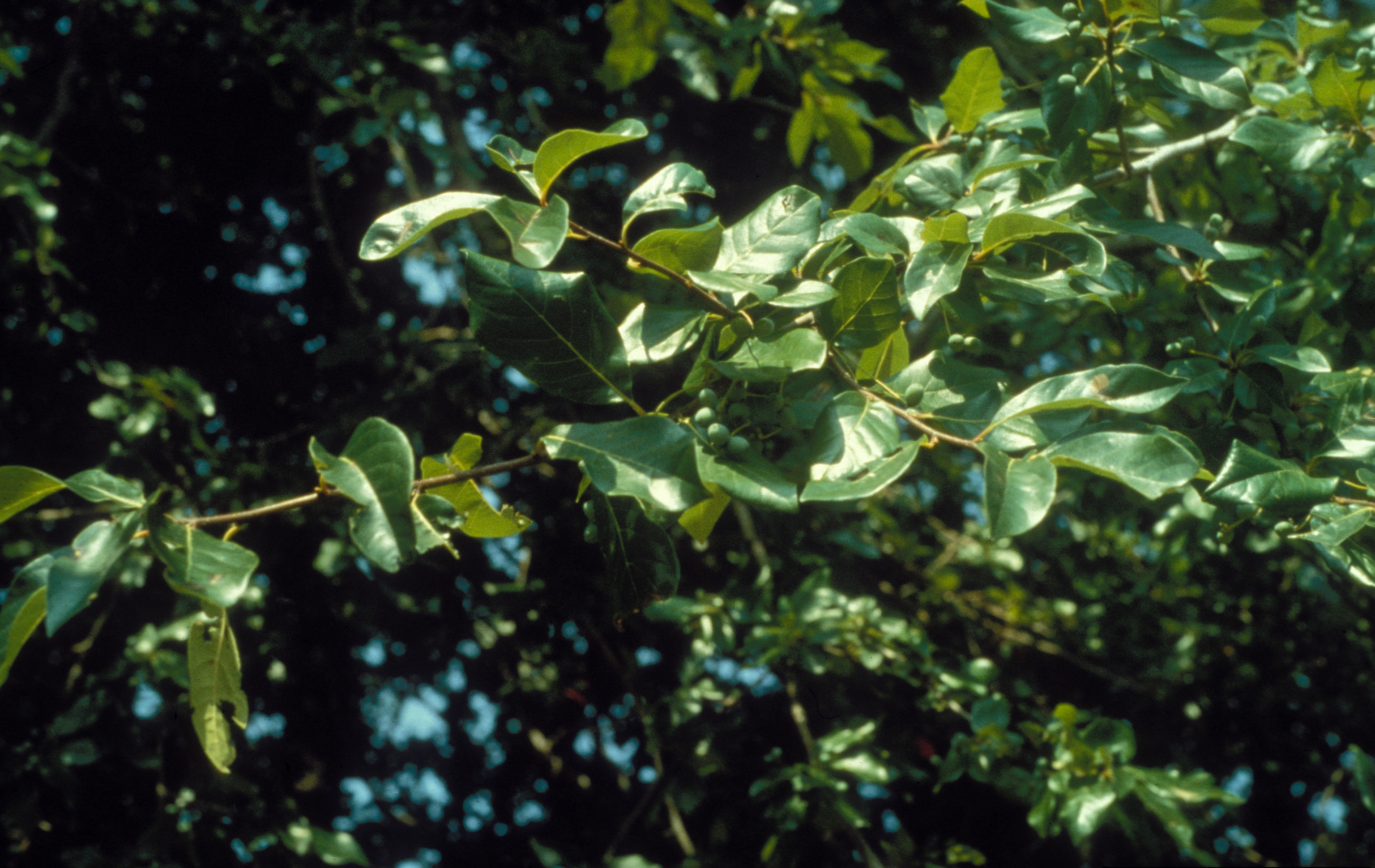
Owoce

PokrójDrzewo o wysokości zazwyczaj od 10 do 20 m, niekiedy osiągające 30 m, korona stożkowata, stosunkowo wąska. Kora głęboko pobrużdżona.
LiścieSkrętoległe, odwrotnie jajowate, błyszczące. Jesienią przebarwiają się na kolor jaskrawoczerwony, niekiedy przechodzący w fioletowy.
KwiatyNiepozorne, zielonkawe.
OwoceJajowate czarnogranatowe pestkowce o długości około 1 cm.

## Zastosowanie
- Sadzony jako roślina ozdobna ze względu na intensywne jesienne przebarwienie liści.
- Cenione wytrzymałe i twarde drewno.

## Uprawa
Gatunek wytrzymały na mrozy, preferuje gleby lekkie, wilgotne i kwaśne oraz stanowiska nasłonecznione do półcienistych. Rośnie zwłaszcza przy zbiornikach wodnych.